# Joaquín María López
Joaquín María López de Oliver y López de Platas (Villena, Alicante, 15 de agosto de 1798-Madrid, 14 de noviembre de 1855) fue un político, jurista y orador parlamentario español, de ideología progresista. Alcanzó en dos ocasiones la presidencia del Gobierno.

## Primeros años
Nació el 15 de agosto de 1798 en la localidad alicantina de Villena. Pertenecía a una familia de nobles aragoneses asentados en el área de Villena en el siglo XIII a raíz de las conquistas de Jaime I de Aragón y Alfonso X el Sabio.
Estudió Filosofía en el colegio de San Fulgencio de Murcia (1811-14) y Jurisprudencia en la Universidad de Orihuela, donde obtuvo primero el grado de Bachiller en Leyes (1818) y más tarde el de Licenciado (1821). Mientras estudiaba ejerció en esta Universidad la cátedra de Filosofía Moral y Derecho Natural, y la de Derecho Romano.
Trabajó brevemente como abogado en Madrid (1821-1822) y luego regresó a su tierra de origen para incorporarse a la Milicia Nacional. Al acabar el trienio liberal se exilió a Montpellier (Francia) huyendo de la represión de los absolutistas. Allí pasó un año, durante el cual estudió ciencias en la Universidad. De nuevo en España, se estableció como abogado en Alicante, donde permaneció algunos años.

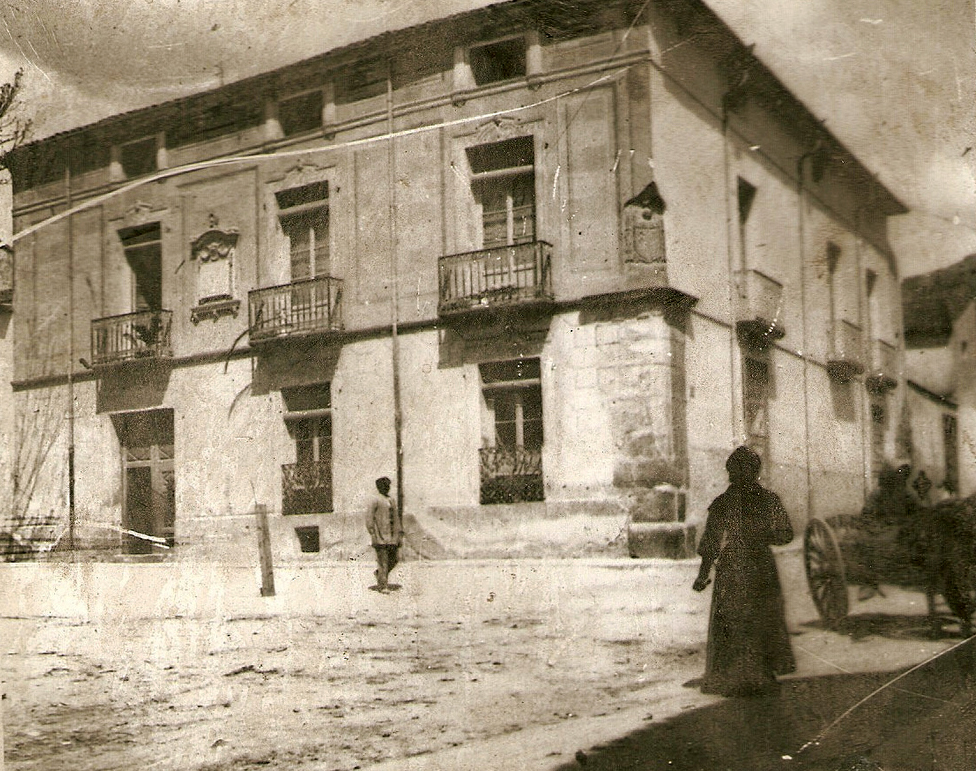
Casa palacio de los López de Oliver en la Puerta de Almansa, Villena. Lugar de nacimiento de Joaquín María López

## Carrera política

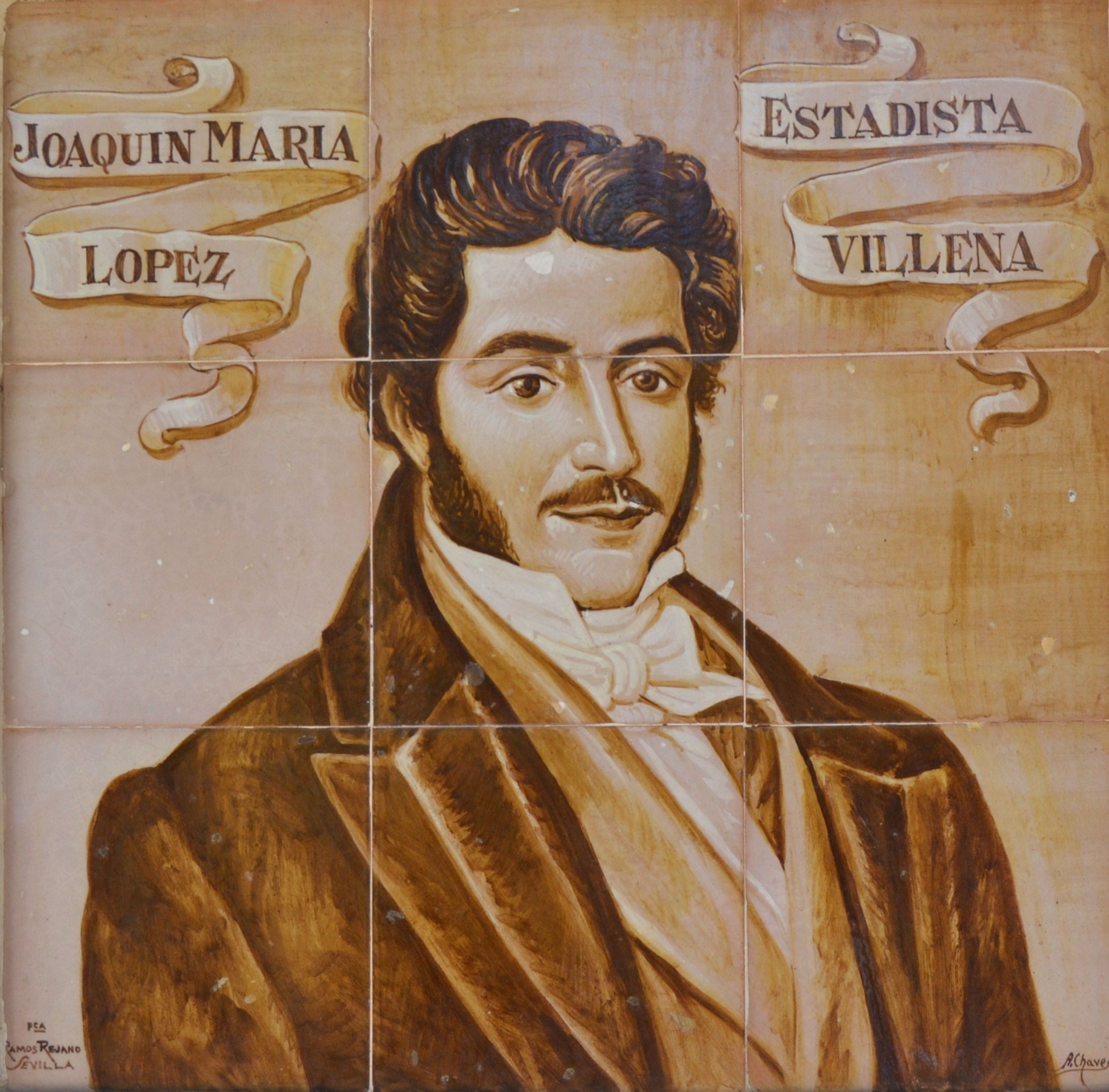
Placa cerámica en la calle que lleva su nombre en Alicante

Comenzó su carrera política como síndico personero del Ayuntamiento de Alicante en 1833. Fue diputado a Cortes de 1834 a 1843. Durante este periodo ejerció, además, otros cargos importantes. Fue ministro de la Gobernación en el consejo presidido por José María Calatrava, alcalde de Madrid en 1840 y presidente del Gobierno en dos ocasiones: del 9 al 19 de mayo de 1843 y del 23 de julio al 10 de noviembre de 1843.
Su segunda etapa de presidencia se produjo en unas circunstancias significativas, tras la caída del regente Espartero y la sublevación de los ayuntamientos. Se encomendó entonces a López la presidencia de un gobierno provisional cuyo objetivo era el restablecimiento del orden. Tras sucesivos decretos de su gobierno que vulneraban continuamente la Constitución de 1837 (se llegaron a contar por la oposición en las Cortes hasta nueve violaciones de la Constitución) la solución finalmente aprobada por las Cortes, pese a los reparos constitucionales, fue declarar mayor de edad a la reina Isabel II.
Poco después decidió abandonar la política, pero más tarde regresó para ser senador del Reino de 1849 a 1853 y ministro togado del Tribunal de Guerra y Marina en 1854. Falleció en Madrid, a consecuencia de un cáncer en la lengua, el día 14 de noviembre de 1855. Tenía 57 años.

Fue en su segundo gobierno cuando se estableció la actual bandera de España. En el Real decreto fechado el 13 de octubre de 1843 se determina la bandera de guerra española como base al resto de banderas y estandartes del ejército y de las instituciones públicas del reino. 

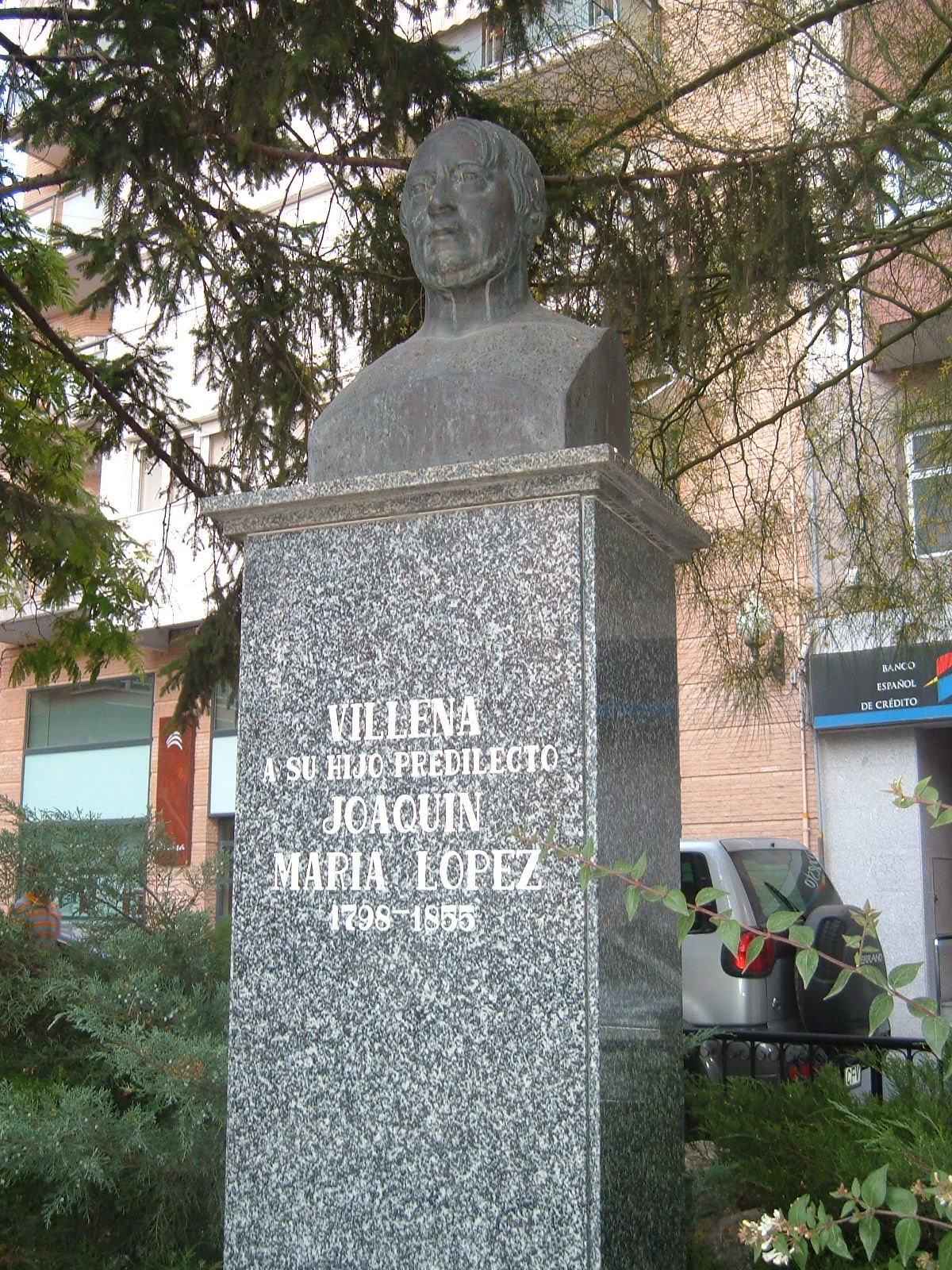
Monumento a Joaquín María López en su ciudad natal

"Siendo la bandera nacional el verdadero símbolo de la monarquía española, ha llamado la atención al Gobierno la diferencia que existe entre aquélla y las particulares de los Cuerpos del Ejército: tan notable diferencia trae su origen del que tuvo cada uno de sus mismos Cuerpos, porque formados bajo la dominación e influjo de los diversos reinos, provincias ó pueblos en que estaba antiguamente dividida la España, cada cual adoptó los colores o blasones de aquel que le daba nombre. La unidad de la monarquía española y la organización del Ejército y demás dependencias del Estado exigen imperiosamente que desaparezcan todas las diferencias hasta ahora han subsistido sin otro fundamento que el recuerdo de su división local, perdido desde bien lejanos tiempos. Por tanto el Gobierno provisional, en nombre de S.M. la Reina Doña Isabel II, ha venido en decretar la siguiente:
Art. 1º Las banderas y estandartes de todos los cuerpos e institutos que componen el Ejército, la Armada y la Milicia Nacional serán iguales en colores a la bandera de guerra española y colocados por el mismo orden que lo están en ella.Art. 2º Los cuerpos que por privilegio u otra circunstancia llevan hoy el pendón morado de Castilla usarán en las nuevas banderas unas corbatas del mismo color morado y del ancho de las de San Fernando, única diferencia que habrá entre todas las banderas del ejército, a excepción de las condecoraciones militares que hayan ganado o en lo sucesivo ganaren.Art. 3º Alrededor del escudo de armas Reales, que estará colocado en el centro de dichas banderas y estandartes, habrá una leyenda que expresará el arma, número y batallón del regimiento.Art. 4º Las escarapelas que en lo sucesivo usen los que por su categoría o empleo deben llevarlas, cualquiera que sea la clase a que pertenezcan, serán de los mismos colores que las expresadas banderas.
Art. 5º Los adjuntos modelos se circularán por todos los ministerios a sus respectivas dependencias, para que por todos los individuos del Estado sean conocidas y observadas las disposiciones contenidas en este decreto.
Dado en Madrid a 13 de Octubre de 1843. Joaquín María López, Presidente. -El Ministro de la Guerra, Francisco Serrano."

## Obra
Destacó como orador y publicó, además de sus discursos, novelas y poesía: 
- El juramento.
- Discursos pronunciados en las Cortes de 1836, 37 y 38.
- Lecciones de elocuencia general, de elocuencia forense, de elocuencia parlamentaria y de improvisación.
- Colección de discursos parlamentarios, Defensas Forenses y producciones literarias.

## Condecoraciones
- Cruz de Comendador de la Real Orden Americana de Isabel la Católica

- Gran Cruz de la Real Orden Militar Portuguesa de Nuestro Señor Jesucristo